# Maurizio Arena
Maurizio Arena, született Maurizio Di Lorenzo (Róma, 1933. december 26. – Róma, 1979. november 21.) olasz színész. 

## Életpályája
Rossana Di Lorenzo (1938–2022) színésznő testvére.
Egyetemre járt, majd két évig színi tanulmányokat folytatott. 1952-től filmezett; főleg vígjátékok szerelmeseit, kellemes külsejű, az 1970-es évek jellegzetes olasz fiatalembereit alakította.

## Filmjei
- Római vakáció (1953)
- Egy nap a parkban (1953)
- Egy nap a bíróságon (1954)
- Római történetek (1955)
- Szépek, de szegények (1957)
- Szegények, de jóképűek (1957)
- Egy angyal szállt le Brooklynban (1957)
- Üdülés pénz nélkül (1957)
- Szegény milliomosok (1959)
- Az írnok és az írógép (1959)
- A bíró (1959)
- A lovascsendőr (1961)
- Cicababák (1965)
- Nagyon véres szerelmi történet (1971)
- Fehér telefonok (1976)